# Chris Gifford
Christopher ("Chris") Gifford (Vancouver, 20 maart 1966) is een hockeyspeler uit Canada. Hij werkt op dit moment als eigenaar van een winkel. Hij is getrouwd in augustus 1998, en heeft nu drie kinderen.

## Internationale competities
- 1987 - Pan-Amerikaanse Spelen, Indianapolis (1e)
- 1988 - Olympische Zomerspelen, Seoel (11e)
- 1989 - Intercontinental Cup, Madison (2e)
- 1990 - Wereldkampioenschap, Lahore (11e)
- 1991 - Pan-Amerikaanse Spelen, Havana (2e)
- 1993 - Intercontinental Cup, Poznań (7e)
- 1995 - Pan-Amerikaanse Spelen, Mar del Plata (2e)
- 1996 - Olympisch kwalificatietoernooi, Barcelona (6e)
- 1996 - WK-kwalificatietoernooi, Sardinië (2e)
- 1997 - WK-kwalificatietoernooi, Kuala Lumpur (5e)
- 1998 - Wereldkampioenschap, Utrecht (8e)
- 1999 - Pan-Amerikaanse Spelen, Winnipeg (1e)
- 2000 - Sultan Azlan Shah Cup, Kuala Lumpur (7e)
- 2000 - America Cup, Cuba (2e)
- 2000 - Olympische Zomerspelen, Sydney (10e)